# Chulliyachi
Chulliyachi (también referenciado como Chulliyache) es un despoblado ubicado en el distrito de Sechura perteneciente a la provincia homónima, del departamento de Piura, al norte del Perú.

## Ubicación
El pueblo está ubicado a 6km al oeste de la ciudad de Sechura, al lado sur de los manglares de San Pedro.

## Historia
El pueblo fue construido por pescadores sechuranos, los cuales vivieron por varios años, conforme lo evidencian los restos arqueológicos encontrados cerca de los llamados “chuchales”.  Y ahí, cuando los conquistadores pisaron por primera vez tierra sechura, decidieron, como les era usual, fundar una ciudad en el año 1572. Este primer poblado hispano se conoce con el nombre de “Sechura, la Vieja” y fue destruido en el año 1728 por un “Mega Niño” obligando a la mayoría de sus pobladores trasladarse a otro lugar cercano, que es precisamente la actual capital de la provincia de Sechura. Con el tiempo, la población creció y se siguió llamando Sechura la Vieja, así está registrado en el mapa que presenta el “Cuarto estado del río”; y casi un siglo después perduraban las ruinas y el topónimo. 
En su libro "Caminos y pueblos de la antigüedad Piura, 1847. Itinerarios de la República", Miguel Saturnino Zavala, publicado en una segunda edición en 1993 por Arturo Seminario. En este trabajo se registra la distancia de los puertos, caletas y playas de la costa piurana; al señalar los que se encuentran en Sechura empieza por el puerto de Salinas, “…. Situado a 5 leguas al sur del pueblo de Sechura”, luego registra el puerto de Sechura en los términos siguientes: “…el puerto se encuentra a legua y media – una legua equivale a 6.2 kilómetros – esto es de 9 a 10 kilómetros de la actual Sechura, entre los dos chuchales y Chulliyache en el centro. Los chuchales son promontorios formados por los restos de conchas consumidas por gente del periodo prehispánico, y sobre ellos no pudo estar ubicado pueblo hispánico alguno; así el único sitio disponible es Chulliyache. Lo anterior es corroborado por la versión de Teodoro Laynes, párroco de Sechura, quien en 1918 afirmó que el pueblo viejo se encontraba ubicado en Sulliyachi. En ese año Chulliyache era una caleta de pescadores con una capilla, con sus cofradías, allí el mismo cura Laynes, según refiere Don Julio Eche, durante las fiestas llegaba y oficiaba la misa.
Los habitantes de Chulliyache no olvidaron sus cultos. Con el tiempo levantaron una capilla, sortearon los avatares del río en varias ocasiones, y allí siguió parte de la reproducción de la vieja parentela de los “Eche” o de los “Llenque” o de los “Antón”. Pero ¿cuándo se produjo el cambio de nombre, de Chulliyachi por Sechura?. Ese nombre solo se evidencia como topónimo a fines del siglo pasado; don Julio Eche, que nació en 1909 reconoce comolugar de su nacimiento a Chulliyachi y en 1918 Teodoro Laynes habla de Chullachi y no Chulliyachi. Además en la lista de antropónimos de Sechura tenemos apellidos como Sullichini, Chulli, Sullucha, y en Runa Simi o quechua, Chullarini o Chulllani, que según Diego Gonzales Holguin, en el vocabulario publicado en 1608, significa “escabuirse debajo del agua”.
En el año 1925 nuevamente las fuertes lluvias del "Mega Niño" destruyeron totalmente las viejas ruinas. La capilla nuevamente se anegó pero permaneció enhiesta, y el cura Teodoro Laynes seguía diciendo sus misas los días de fiesta. En el censo de 1940 se registra Chulliyache con la categoría de caserío, con 459 habitantes repartidos en 82 familias. Con el boom pesquero en la década del 60 Chulliyache cambia de aspecto. Se construyen casa de ladrillo y cemento con una planificación moderna: en 1972 sigue con la categoría de Caserío y reporta una población de 440 personas. En ese año se erigió la capilla de la Virgen de las Mercedes. Según el censo de 1981 vivían en ese caserío  243 hombres y 247 mujeres. Sin embargo, a las 4 y 30 de la tarde del 30 de enero de 1983 ocurrió un maretazo el cual arrasó con el pueblo, cobrando varias vidas y sepultando a casi la mitad de las viviendas, incluyendo una iglesia ubicada en el centro del pueblo. En la actualidad se pueden observar los restos de las casas hechas de barro, como también de las dos iglesias. Después de la tragedia, los pobladores con ayuda del Gobierno central y el Municipio de Sechura fueron reubicados en la parte sur de la ciudad y al lugar en donde se asentaron le llamaron «Nuevo Chulliyachi»

## Atractivos turísticos

### Playa de Chulliyachi

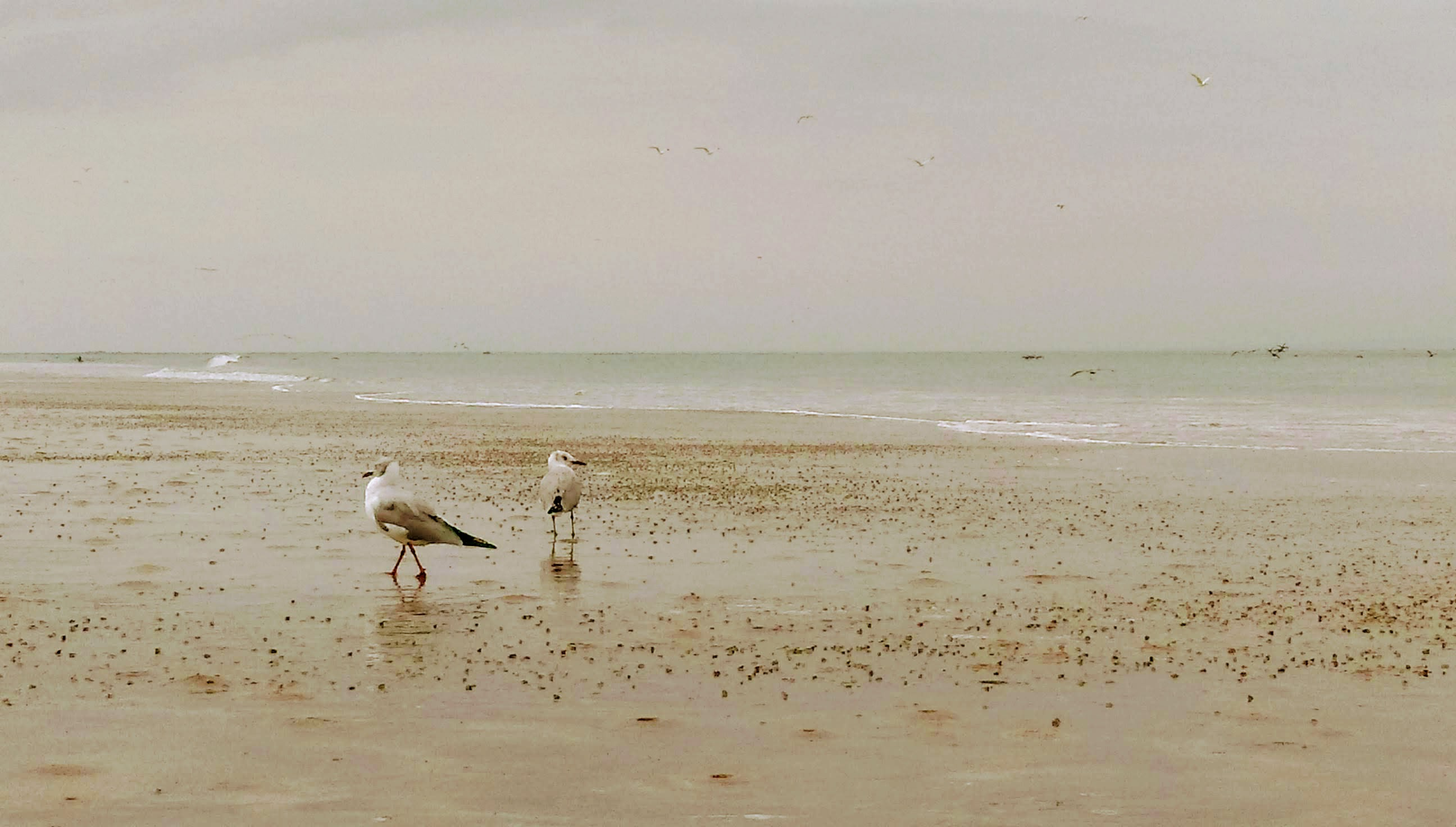
Playa de Chulliyachi

La playa de Chulliyachi es una de las playas de la provincia de Sechura que se ha convertido en una de las más concurridas por turistas para ir a descansar. También es apropiada para realizar actividades de pesca.

### Cristo Moreno
En el pueblo se ubica una iglesia construida en la década de los 60 (siendo la segunda iglesia del pueblo), la cual está ubicada a 200 metros de la playa. Al ingresar a la capilla se puede apreciar un muro donde está la imagen del Señor de los Milagros, el cual permanece casi intacto.

### Manglares de Chulliyachi
Los manglares de Chulliyachi tienen una extensión aproximada de un kilómetro, el cual su flora continúa extendiéndose hacia el este. Los manglares se han convertido en el hábitat natural de miles de aves locales y de otras que la utilizan para su descanso.